# Park Przyrodniczy Serra da Estrela
Park Przyrodniczy Serra da Estrela (port. Parque Natural da Serra da Estrela, skrót: PNSE) – obszar chroniony w środkowej Portugalii o zasadach ochrony zbliżonych do obowiązujących w polskich parkach krajobrazowych. Jego powierzchnia wynosi 88 850 ha. Jest jednym z najrozleglejszych obszarów chronionych w tym kraju. Obejmuje obszar grupy górskiej Serra da Estrela, w tym najwyższy punkt kontynentalnej Portugalii, Torre (Malhão da Estrêla, 1993 m n.p.m.). Na jego terenie znajsują się najwyraźniejsze i najlepiej zachowane elementy górskiego krajobrazu polodowcowego na poziomie krajowym, występują oryginalne zespoły roślinne i rzadkie gatunki zwierząt.

## Położenie
Park leży w środkowo-wschodniej części kontynentalnej Portugalii. Obejmuje tereny rozciągających się od miejscowości Guarda na północnym wschodzie do podnóży Serra do Açor na południowym zachodzie w gminie Seia. Zdecydowanie większa część parku (85%) znajduje się w dystrykcie Guarda (85%), a pozostała część w dystrykcie Castelo Branco. Jego tereny leżą w gminach Celorico da Beira, Covilhã, Gouveia, Guarda, Manteigas i Seia.

## Historia
Park został utworzony 16 lipca 1976 r. (D.R. nr 557/76). Jego początkowa powierzchnia wynosiła 52 000 ha. Granice Parku zostały na nowo określone w późniejszych rewizjach. W 1979 r. jego obszar został powiększony do 101 060 ha (D.R. nr 167/79), natomiast w 2007 r. został zmniejszony do wymiaru 88 850 ha (D.R. nr 83/2007).

## Turystyka i sport
Na terenie Parku możliwe jest uprawianie turystyki pieszej, jazdy konnej lub jazdy na rowerze. W terenie jest około 375 kilometrów oznakowanych tras o różnym stopniu trudności. W zimie Serra da Estrela jest jedynym miejscem w Portugalii, gdzie można uprawiać narciarstwo na śniegu, a także jazdę na sankach czy snowboardzie. W ośrodku narciarskim Serra da Estrela, usytuowanym koło najwyższego szczytu tych gór, znajduje się wyciąg i kilka stoków zjazdowych z infrastrukturą pomocniczą.